# Lemwerder
Lemwerder est une ville du Land de Basse-Saxe en Allemagne, dans l'arrondissement de Wesermarsch.

## Jumelages
- Gerwisch (Allemagne) depuis 2001